# Shin’ichi Sakamoto
Shin’ichi Sakamoto (geboren 1972 in Osaka) ist ein japanischer Comiczeichner. Im Jahr 1990 wurde ihm der H*S-Preis durch das japanische Manga-Magazins Shōnen Jump verliehen. Mit dem Manga Bloody Soldier aus dem Jahr 1995 nahm Sakamoto seine Arbeit als Mangaka für das Shōnen-Jump-Magazin auf. Im Jahr 2013 startete er die Serie Innocent, in der er den Henker Charles-Henri Sanson, der Ludwig den XVI. enthauptete, in den Mittelpunkt stellt, und die auch auf Deutsch erschien.

## Bibliografie
- Bloody Soldier (1995)
- Niragi oniōmaru (2004–2005)
- Masuraō (2005–2007)
- Kokō no Hito (2008–2011)
- Innocent (seit 2013)